# Сакія-ель-Хамра

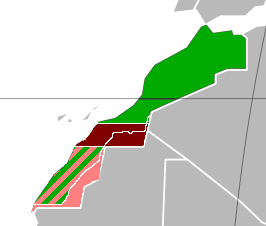
Сакія-ель-Хамра (темно-червоний), Марокко (зелений) і САДР (рожевий)

Сакія-ель-Хамра (араб. الساقية الحمراء, досл. червоний струмінь; ісп. Saguía el Hamra [saˈɣi.a el ˈxamɾa] ( прослухати)) — історико-географічна область на півночі Західної Сахари. Займаючи 82 000 км², становить приблизно третину її площі. Наразі більша частина цьогу регіону контролюється Марокко та входить до її адміністративної одиниці Ель-Аюн — Сакія-ель-Хамра. 
Назва регіону походить від назви однойменної річки. Регіон розташований між 27°50' і 26° пн.ш. На заході територія обмежена Атлантичним океаном, на сході кордон проходить уздовж державних кордонів Мавританії та Алжиру. Є спірною територією між Марокко і Сахарською АДР. З 1991 року розділена на дві частини зовнішнім кільцем т. з. Стіни Ганьби, що є по суті захисним муром.

## Історія
Відповідно до угод 1904 і 1912 рр. з Францією Іспанія приєднала територію Сакія-ель-Хамра до створеної в 1904 році колонії Ріо-де-Оро. У 1924 році в її складі була об'єднана з колоніями Агуера і Мис Хубі під назвою Іспанська Сахара зі столицею у форті Кап-Джуба (Вілья-Бенс). З тих пір саме поняття Ріо-де-Оро не включало в себе регіон Сакія-ель-Хамра. У 1969 році Сакія-ель-Хамра стала однією з територій в складі заморської провінції Іспанії Західна Сахара.
В даний час термін Сакія-ель-Хамра використовується в назві організації Полісаріо, що веде боротьбу за повну незалежність Сахарської АДР. Також її назва згадується в назві марокканського регіону Ель-Аюн — Сакія-ель-Хамра.